# St. Jakobus (Neuenmuhr)

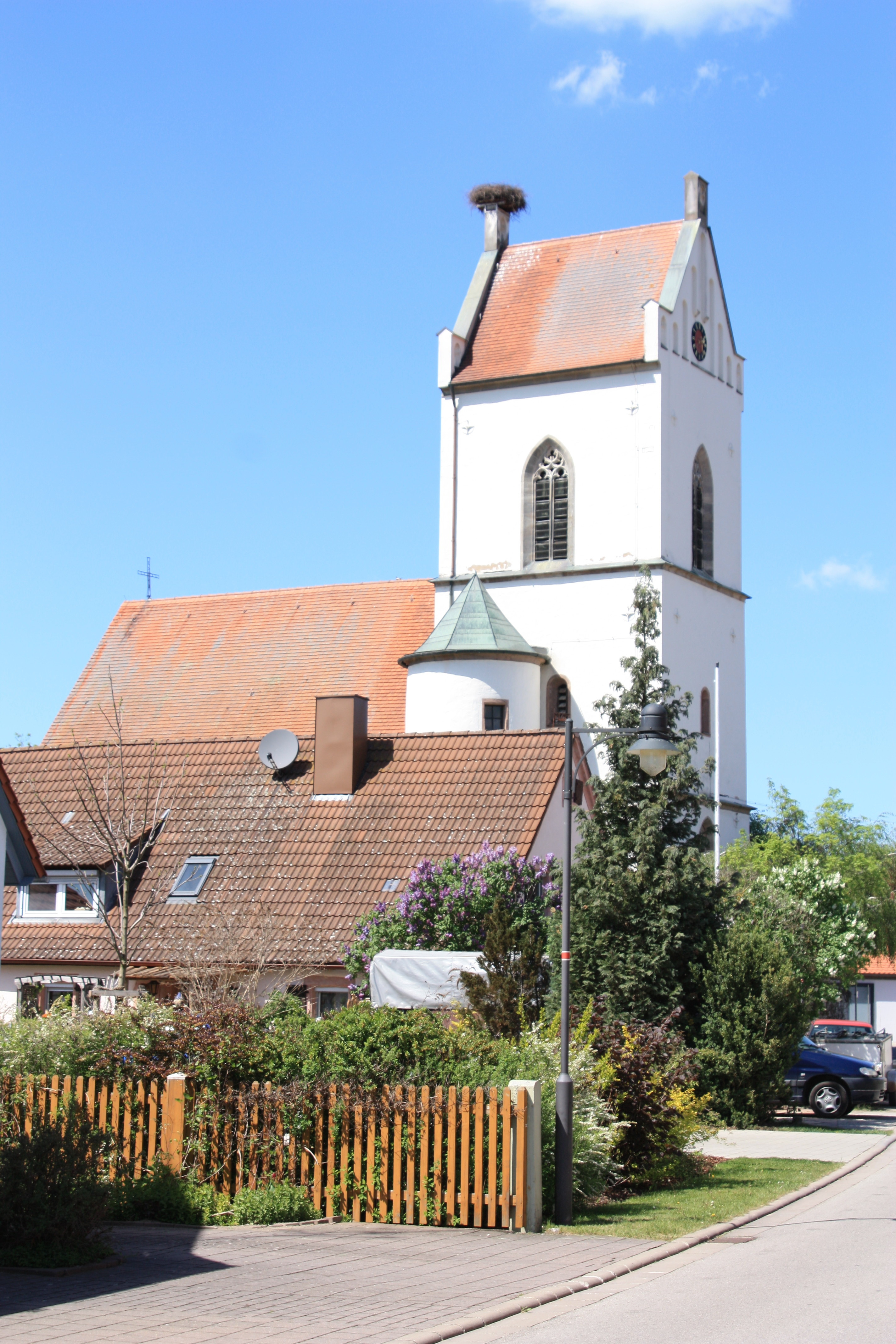
St. Jakobus in Neuenmuhr; erkennbar ist das Storchennest auf dem Kirchturmdach

St. Jakob maior und St. Georg ist eine evangelisch-lutherische Kirche in Neuenmuhr, einem Teil der heutigen Gemeinde Muhr am See im mittelfränkischen Landkreis Weißenburg-Gunzenhausen. Sie ist Filialkirche der Kirchengemeinde Neuenmuhr im Evangelisch-Lutherischen Dekanat Gunzenhausen. Das Gebäude ist unter der Denkmalnummer D-5-77-114-7 als Baudenkmal in die Bayerische Denkmalliste eingetragen. Ihre untertägigen Bestandteile sind als Bodendenkmal (Nummer D-5-6830-0198) eingetragen.
Die Kirche mit der postalischen Adresse Freiherr-von-Lentersheim-Straße 2 befindet sich, umgeben vom Friedhof, an einer Kreuzung mit weiteren Baudenkmälern im Ortskern Neuenmuhrs, dem heutigen Muhr am See, auf einer Höhe von 418 Metern über NHN.
Das Kirchengebäude wurde von 1618 bis 1622 von Joachim Christoph von Lentersheim als Filialkirche der älteren Pfarrkirche Sankt Johannes der Täufer in Altenmuhr erbaut. Die Weihe fand am 25. Juli 1622 statt. Sie überstand neben dem Schloss als einziges Gebäude die Brandschatzungen im Jahre 1632, die mit dem Dreißigjährigen Krieg einhergingen. Jedoch wurden die Glocken geraubt und erst 1726 dank einer Spende von Gustav von Lentersheim durch drei neue ersetzt. Eine vierte Glocke von 1936 wurde zu Kriegszwecken eingeschmolzen und konnte erst 1972 ersetzt werden. Zuletzt wurde das Bauwerk von 1964 bis 1966 renoviert. Seit 1946 befindet sich auf dem Westgiebel des Kirchturms ein markantes Storchennest. In Denkmäler in Bayern von Gotthard Kießling sowie im Dehio-Handbuch (siehe jeweils Literatur) wird die Kirche fälschlicherweise als „spätmittelalterlich“ bezeichnet.
Die Chorturmkirche besitzt einen Kirchturm mit Treppengiebelabschlüssen und Satteldach von 1831. Vor 1831 trug der Turm eine Welsche Haube. Die Kirchhofmauer wurde in der Mitte des 19. Jahrhunderts errichtet. Die originale Kanzel stammt von 1620/1622. Es sind Fragmente alter Fresken vorhanden. Von 1634 stammt eine Ahnentafel der Lentersheimer. Der Altar ist von 1911 und wird von einem barocken Kruzifix gekrönt.